# Розенсон, Давид
Давид Розенсо́н (род. 7 октября 1971, Ленинград, СССР) — доктор филологии, литературовед, культуролог, стартап-менеджер, популяризатор программ еврейского образования в России, исполнительный директор крупнейшего израильского культурного центра «Бейт Ави Хай» в Иерусалиме и фонда «Ави Хай» в бывшем СССР.

## Биография
Давид Розенсон родился 7 октября 1971 в Ленинграде. Родители Розенсона многократно предпринимали попытки выезда из Советского Союза, но каждый раз сталкивались с отказом властей. В 1977 году его отец Геннадий Розенсон (1946—1979) был арестован за хранение «Чёрной книги» И. Г. Эренбурга и В. С. Гроссмана. На тот момент выездные документы в очередной раз находились на рассмотрении. Через год отца освободили благодаря поправке Джексона — Вэника, в результате чего семья уехала в США.
Розенсон окончил иешиву в Нью-Йорке (Yeshiva University) (1993—1996) summa cum laude («с наибольшим почётом» — лат., уровень отличия при получении академической награды), где изучал право. Религиозное образование он продолжил в Израиле, где впоследствии получил диплом раввина.
Будучи аспирантом, Давид Розенсон стал куратором образовательных проектов для нерелигиозных евреев. Проект получил распространение в Москве и сибирских академгородках. Отдельно выделяют[кто?] его программу «Бейт Мидраш», охватившую далёкие территории России, где никогда не было лидеров еврейской общины, но проживало множество евреев, оторванных от своих корней.
В 2001 году Розенсон открыл представительство фонда «Ави Хай» в Москве и руководил рядом проектов на территории бывшего СССР с целью привлечь внимание к изучению еврейских традиций, литературы и культуры. Розенсон также стал автором семинаров по еврейской культуре для общества «Мемориал» и Центра изучения иудаизма в СНГ «МЕЛАМЕДиЯ».
С 2013 года исполнительный директор культурно-образовательного центра Бейт Ави Хай в Иерусалиме.
В 2014 году получил степень кандидата наук в РГГУ, защитив диссертацию о жизни и творчестве Исаака Бабеля.
В 2015 году Давид Розенсон был удостоен почётного звания «Сына Санкт-Петербурга» за вклад в еврейское образование и культуру. Ассамблея, в которой участвовали губернатор Санкт-Петербурга Г. С. Полтавченко и директор Эрмитажа М. Б. Пиотровский должна была состояться в пятницу вечером 6 февраля 2015 года, однако из уважения к религиозным чувствам Давида Розенсона, который соблюдает шаббат, заседание было перенесено на четверг, 5 февраля. Давид Розенсон получил почётный знак «Всемирного клуба петербуржцев» из рук профессора Пиотровского.

## Личная жизнь и семья
В 1997 году Давид Розенсон женился на психологе Дженни Розенсон (родилась в СССР, выросла в Сиднее), в семье шестеро детей. С 2013 г. живёт с семьёй в Израиле.

## Фонд «Ави Хай» в России
Розенсон возглавляет российское представительство «Ави Хай» с
2001 года. Под его руководством запущено несколько новых проектов, призванных
ознакомить молодёжь с еврейскими традициями, литературой и культурой. Среди
них:
- Интернет-портал Booknik.ru — крупнейший сайт, посвящённый еврейской литературе и культуре в контексте современности;
- «Эшколот» — культурно-образовательный проект, представляющий традиционную и современную еврейскую культуру в формате edutainment (education+entertainment);
- «Книжники» —  крупнейший издательский дом, специализирующийся на еврейском сегменте мировой литературы;
Розенсон проводит цикл семинаров по иудаике в городах
Сибири, образовательные программы в бывшем СССР. Благодаря близкой дружбе с ведущими религиозными деятелями и известными еврейскими филантропами, Розенсону удаётся привлекать средства благотворителей для реализации проектов фонда в области популяризации еврейской культуры на территории пост-советского пространства. По инициативе Розенсона и при поддержке фонда «Ави Хай»
были основаны 5 книжных серий: Проза еврейской жизни в 2005, Чейсовская
коллекция в 2007, Детская серия Кешет-радуга в 2008, серия История еврейского
народа в 2008, Блуждающие звезды в 2011. В 2010 году была создана программа
подготовки вожатых для школьных шабатонов и летних лагерей «JAM».

## Награды
1993 г. — «Мемориальная премия Самуэля Белкина».
2010 г. — лауреат премии ФЕОР «Человек года» в номинации «Издательское дело».
2015 г. — принят во «Всемирный клуб петербуржцев».

## Публикации
- Д. Розенсон. «Бабель: человек и парадокс» (М., «Книжники», 2015 г., 384 стр.).
- Каплан, Анатолий Львович: заколдованный художник Кураторы: Давид Розенсон, Амихай Хасон, «Каталог выставки, Бейт Ави Хай», 2022